# Friedrich Wilhelm (Solms-Braunfels)

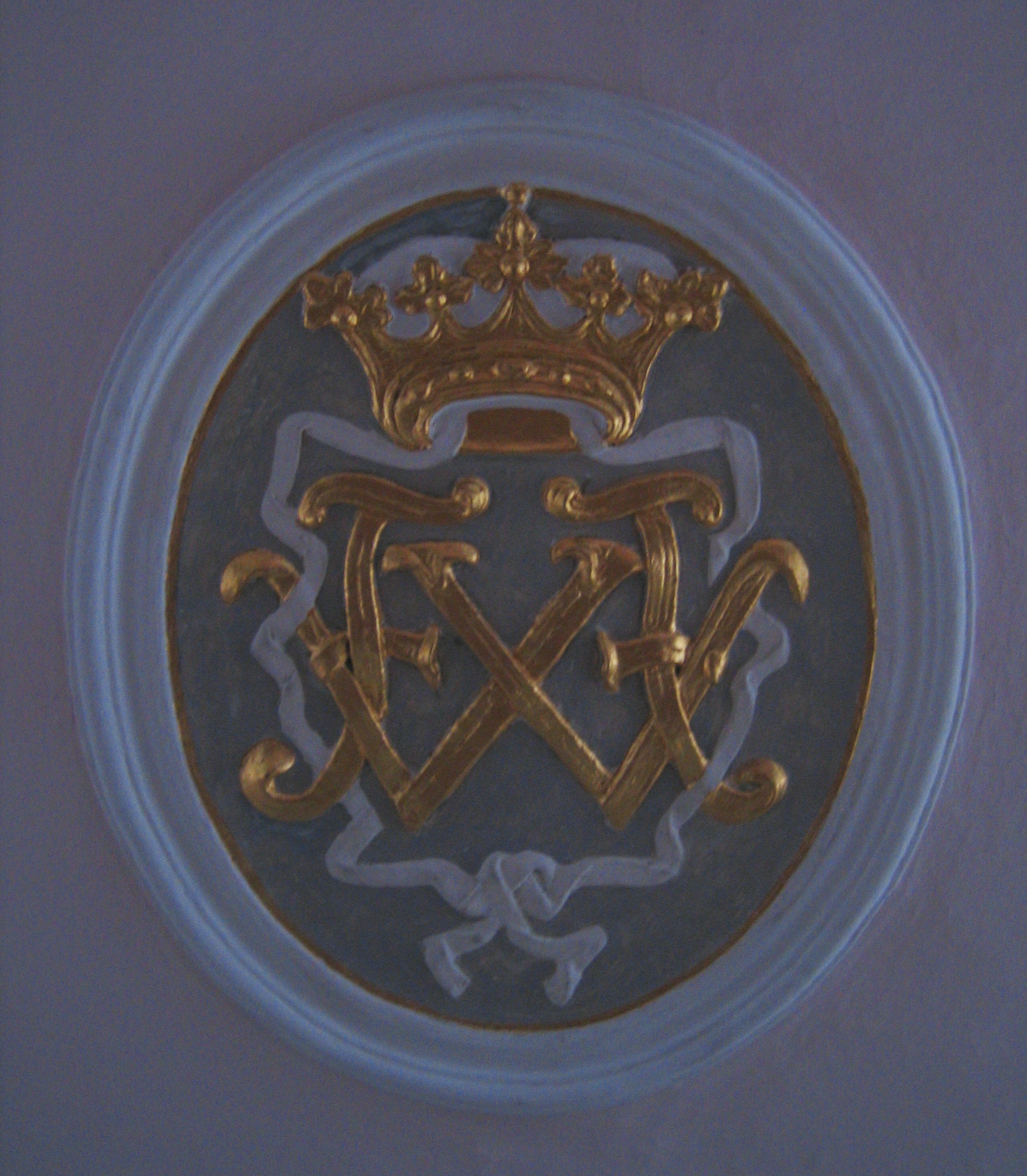
Monogramm von Friedrich Wilhelm in der Evangelisch-reformierten Kirche Wölfersheim

Fürst Friedrich Wilhelm zu Solms-Braunfels (* 11. Januar 1696 in Braunfels; † 24. Februar 1761 ebenda) war der erste Fürst zu Solms-Braunfels.
Er war der Sohn von Graf Wilhelm Moritz zu Solms-Braunfels (1651–1724) und dessen Frau Magdalene Sophie zu Hessen-Homburg (1660–1720).

## Leben
Friedrich Wilhelm erbte nach dem Tod seines Vaters Wilhelm Moritz am 19. Februar 1724 dessen Titel und war nun Graf von Solms-Braunfels, Greifenstein und Hungen, Tecklenburg, Kriechingen und Lingen (Ems), Herr zu Münzenberg, Wildenfels, Sonnewalde, Püttlingen, Dortweiler und Beaucourt.
Er genoss eine standesgemäße Erziehung, war aber von kränklicher Natur, so dass er persönlich nicht viel regierte. Dennoch konnte er eine erfolgreiche Heiratspolitik betreiben, so dass seine Kinder in mächtige Familien des Landes einheiraten konnten.
Finanzielle Schwierigkeiten zwangen ihn die Stadt Butzbach – seit 1478 in Familienbesitz – am 17. März 1741 an Hessen-Darmstadt zu verkaufen.
Am 22. Mai 1742 erhob Kaiser Karl VII. das Haus Solms-Braunfels zu Reichsfürsten.
Als Friedrich Wilhelm 1761 starb, wurde sein ältester Sohn Friedrich Wilhelm Ernst sein Nachfolger.

## Familie
Er war dreimal verheiratet. Seine erste Frau war Prinzessin Magdalene Henriette von Nassau-Weilburg (1691–1725) Tochter von Johann Ernst von Nassau-Weilburg. Sie hatten folgende Kinder:
- Ferdinand Wilhelm Ernst (* 8. Februar 1721; † 2. Oktober 1783) ⚭ Sophie Christine Wilhelmine zu Solms-Laubach (1741–1772)
- Magdalena Polyxena Maria Casimira (* 17. Juli 1722; † 17. November 1722)
- Charlotte Henriette Magdalene Wilhelmine (* 15. August 1725; † 29. April 1785)

Am 9. Mai 1726 heiratete er seine zweite Frau, die Gräfin Sophie Magdalena Benigna zu Solms-Laubach-Utphe (1707–1744) Tochter von Karl Otto von Solms-Laubach-Utphe und Tecklenburg. Sie hatten folgende Kinder
- Karl Ludwig Wilhelm (* 14. Juni 1727; † 14/15. Dezember 1812)
- Elisabeth Marie Louise Benigna (* 5. August 1728; † 19. Juni 1795)
- Ulrike Louise (* 1. Mai 1731; † 12. September 1792) ⚭ 10. Oktober 1746 Friedrich Karl von Hessen-Homburg (1724–1751)
- Wilhelm Christoph (* 20. Juni 1732; † 8. Dezember 1811)
- Ludwig Rudolf Wilhelm (* 25. August 1733; † 2. Januar 1809)
- Amalie Eleonore (* 22. November 1734; † 19. April 1811) ⚭ 16. Dezember 1765 Karl Ludwig von Anhalt-Bernburg-Schaumburg-Hoym (1723–1806)
- Alexander Wilhelm (* 7. März 1736; † 12. März 1738)
- Anton Wilhelm Friedrich (* 3. September 1739; † 7. Februar 1812)
- Karolina Albertina (* 12. Dezember 1740; † 26. Februar 1742)
- Magdalena Sophie (* 4. Juni 1742; † 21. Januar 1819) ⚭ 22. April 1778 Viktor Amadeus von Anhalt-Bernburg-Schaumburg-Hoym (1744–1790)
- Christine Charlotte Friederike (* 30. August 1744; † 16. Dezember 1823) ⚭ 26. März 1780 Simon August zur Lippe-Detmold (1727–1782)

Seine dritte Frau war die Pfalzgräfin Charlotte Katharina von Birkenfeld-Gelnhausen (1699–1785), Tochter von Johann Karl von Birkenfeld-Gelnhausen. Die Ehe blieb kinderlos.